# 杉田六一
杉田 六一（すぎた ろくいち、1897年3月7日 - 1976年8月9日）は、古代オリエント研究者、実業家。
愛知県豊橋市出身。旧制中学時代、叔父にもらった英文の聖書を読み古代オリエントに興味を持ち、聖書研究の目的で青山学院大学に進学。1921卒業、同大講師を務めるが、奥日光の観光業者・南間久吉の娘と結婚、戦時中は奥日光に疎開し独学で古代イスラエルの研究に従事。戦後、奥日光で観光物産会社・杉田商事代表取締役となり、奥日光開発取締役などを務めた。日本イスラエル文化研究会理事長。

## 著書
- 『日光湯本と其周囲』文川堂書店 1923
- 『ホテル旅館用英語商用文要』有朋堂 1936
- 『イスラエル その実情と歴史 国際紛争の焦点』教文館 1957
- 『ユダヤ王ヘロデ』教文館 1957
- 『ユダヤ革命 西紀66-70』教文館 1958
- 『離散のユダヤ人 ユダヤ革命その後』教文館 1960
- 『ユダヤ史研究余談』教文館 1962
- 『イスラエル史雑考』教文館 1964
- 『東アジアへ来たユダヤ人』音羽書房 1967
- 『日猶同祖論を追って 「東アジアへ来たユダヤ人」補遺2』音羽書房 1972